# Ołeksij Osipow
Ołeksij Rudolfowycz Osipow, ukr. Олексій Рудольфович Осіпов (ur. 2 listopada 1975 w Symferopolu, w obwodzie krymskim) – ukraiński piłkarz, grający na pozycji pomocnika.

## Kariera piłkarska

### Kariera klubowa
W 1993 rozpoczął swoją piłkarską karierę w składzie Tytanu Armiańsk, skąd już latem przeszedł do Tawrii Symferopol, w składzie której 8 października 1993 debiutował w Wyższej Lidze w meczu z Szachtarem Donieck. Po roku powrócił do Tytanu Armiańsk, a w 1996 bronił barw Krystału Chersoń. Na początku 1997 ponownie wrócił do Tawrii Symferopol, a 24 września 1998 w meczu z Dynamem Kijów strzelił historycznego hat-tricka - pierwszego do bramki kijowskiego klubu. Przy wyniku 0:3 potrafił w 59, 65, 86 min. wyrównać mecz do 3:3. W 2000 wyjechał do Rosji, gdzie bronił barw klubów Krylja Sowietow Samara i Czernomoriec Noworosyjsk. Na początku 2002 powrócił do Ukrainy, gdzie został piłkarzem Arsenału Kijów, po czym ponownie wrócił do Tawrii. Na początku 2004 przeszedł do rosyjskiego Tereku Grozny. W pierwszej połowie 2005 występował w kazachskim FK Aktöbe, a już jesienią 2005 bronił barw miejscowego zespołu Dynamo-IhroSerwis Symferopol. W lutym 2006 kolejny raz podpisał kontrakt z Tawrią Symferopol, ale rozegrał tylko 2 mecze w rundzie wiosennej sezonu 2006/07, dlatego od 2007 wrócił do IhroSerwisu Symferopol. W 2008 zakończył karierę piłkarską.

## Sukcesy i odznaczenia

### Sukcesy klubowe
- wicemistrz Rosyjskiej Pierwszej Dywizji: 2004
- zdobywca Pucharu Rosji: 2004
- mistrz Kazachstanu: 2005

### Sukcesy indywidualne
- 5-6. miejsce w klasyfikacji strzelców Wyższej Ligi: 1998/99 (11 goli).